# Cyryl (metropolita Moskwy)
Cyryl (ur. 1492, zm. 1572) – metropolita Moskwy i Wszechrusi.